# 三段論法
三段論法（さんだんろんぽう、希: συλλογισμός, シュロギスモス、羅: syllogismus、英: syllogism）は、論理学における論理的推論の型式のひとつ。典型的には、大前提、小前提および結論という3個の命題を取り扱う。これを用いた結論が真であるためには、前提が真であること、および論理の法則（同一律、無矛盾律、排中律、および充足理由律）が守られることが必要とされる。
アリストテレスの『オルガノン』（『分析論前書』『分析論後書』）によって整備された。

## 語義
ギリシャ語の原語はもともと言語依拠段階的推論法というような意味合いであり、3段と限定されてはいない。そのように限定されるかのような誤解を招く邦訳語であるが、古代ギリシアが確立したものが3段構成だったために、欧米文明へ向けての開化という実際目的に即した訳語が作られた。インド固有の三段論法では5段構成である。

## 構成

### 3つの項（概念）と3つの命題
古代ギリシアに由来する西洋の三段論法は、
- 大概念[注釈 2] - 結論において述語（P[注釈 3]）となる概念（項）。
- 小概念[注釈 4] - 結論において主語（S[注釈 5]）となる概念（項）。
- 媒概念[注釈 6] - 大前提・小前提で上2つの概念（項）との関係性が示される媒介的な概念（項）。中項（M[注釈 6]）。

という3つの項（概念）の内、2つの組み合わせ（関係性）をそれぞれ表現する、
- 大前提[注釈 7] - 大概念/述語（P）と、媒概念/中項（M）の関係性を示す命題文
- 小前提[注釈 8] - 小概念/主語（S）と、媒概念/中項（M）の関係性を示す命題文
- 結論[注釈 9] - 小概念/主語（S）と、大概念/述語（P）の関係性を示す命題文

という3つの命題によって構成される、演繹的な推論規則である。
このように、（「量化」的な変動性を持つ）ある個物的/基体的な「小概念」と、抽象的/類的な「大概念」の関係性を、両概念との関係性を示すことが可能な「媒概念」（中項）を介しつつ提示/規定するのが、三段論法という手法の目的である。（「媒概念」（中項）を介さずに、すなわち「大前提」「小前提」を経ずに、端的に「結論」の「小概念」と「大概念」の関係性のみを命題として提示する場合、それは推論ではなく単なる「定義文」となる。）
このように、概念間の関係性を規定・整理する「概念の整理整頓術」としての論理学において、その推論形式の最小型となるのが三段論法である。
以下に「定言的三段論法」の例を示す。
- 大前提：全ての人間は死すべきものである。
- 小前提：ソクラテスは人間である。
- 結論：ゆえにソクラテスは死すべきものである。

（なお、これが今日に至るまでに伝統的なものになっているが、アリストテレスがその著『分析論後書』において例示している、定言命題を欠いて仮言命題一本のみの「三段論法」とは形式が異なる。）

### 命題の4つの型
三段論法を構成する各命題は、「全称 - 特称」「肯定 - 否定」の区別の組み合わせによって、A、E、I、Oの4つの「型」に分類される。
| 記号 | 意味         | 量子化表現                                    | 命題の例                 |
| ---- | ------------ | --------------------------------------------- | ------------------------ |
| A    | 全称肯定判断 | {\displaystyle \forall }                      | 全ての人間は生物である   |
| E    | 全称否定判断 | {\displaystyle \forall \lnot =\lnot \exists } | 全ての人間は不死ではない |
| I    | 特称肯定判断 | {\displaystyle \exists }                      | ある人間は学生である     |
| O    | 特称否定判断 | {\displaystyle \exists \lnot =\lnot \forall } | ある人間は学生ではない   |

なお、このAとIはラテン語の「affirmo」（肯定）、EとOはラテン語の「nego」（否定）から採られた記号である。

### 三段論法の4つの格（配列パターン）
三命題における S、P、Mの配列パターンを格（、英: figure）と呼び、これには4つの可能性がある。
| 格     | 大前提 | 小前提 | 結論  |
| ------ | ------ | ------ | ----- |
| 第一格 | M - P  | S - M  | S - P |
| 第二格 | P - M  | S - M  | S - P |
| 第三格 | M - P  | M - S  | S - P |
| 第四格 | P - M  | M - S  | S - P |

（なお、第四格は、ガレノスが形式整備のために補完したものである。アリストテレスは、実用性は無いと考え、省いたものと考えられている。）

ちなみに、上記した命題の4つの「型」（A、E、I、O）と、この4つの「格」を組み合わせて表現すると、例えば、第一格の命題が全てAの場合は、（分かりやすくこれを小文字のaにして）
- MaP SaM SaP

といった具合に表現できる。

## 種類
4つの型（A, E, I, O）を採り得る各命題が3つ（「大前提」「小前提」「結論」）組み合わされ、更にその組み合わせが命題3要素の配列パターンによって4つの「格」に分けられるので、全部で43×4=256通りの三段論法がありえるが、実際にはそのうちの19通り（厳密には「弱勢式」の5通りを加えて24通り）のみから恒真な結論が得られる。このとき2つの前提はともに真でなければならない。（真でない前提からは、しばしばパラドックスが導かれる。）
その19式（24式）を示せば、
- 第一格では AAA, (AAI,) EAE, (EAO,) AII, EIO
- 第二格では EAE, (EAO,) AEE, (AEO,) EIO, AOO
- 第三格では AAI, EAO, IAI, AII, OAO, EIO
- 第四格では AAI, AEE, (AEO,) IAI, EAO, EIO

である。

### 詩による表現
「定言三段論法」における上記の19式を覚えるため、中世（スコラ学）ではsyllogismusと呼ばれるラテン語の詩が作られた。
この詩から子音を取り除くことによって三段論法の式が得られ（上記の詩の強調文字の部分が式である）、それぞれの式を呼ぶのには詩のおのおのの単語を用いる。
また、詩の1行目が第一格、2行目が第二格、3行目が第三格、4行目が第四格に対応している。
また、第一格以外の格は、第一格に還元され得るが、式の名称に含まれる子音のうちs, m, p および c は還元の際の手引きとなるもので、s および p はそれぞれ直前の母音で表される式を「単純換位」あるいは「限量換位」せよという意味であり、m は「前提の変換」を命じ、c は「三段論法の換位」すなわち帰謬法によって証明せよという意味である。
冒頭で示した三段論法の例は第一格の「Barbara」に対応している。
大前提：全ての人間は死すべきものである。（A, M-P：全てのMはPである）
小前提：ソクラテスは人間である。（A, S-M：全てのSはMである）
結論：ゆえにソクラテスは死すべきものである。（A, S-P：全てのSはPである）

### ベン図による表現
上記の19式（24式）を「ベン図」で表すと、以下のようになる。
上に「M」（中項）、左下に「S」（主語）、右下に「P」（述語）が配置され、その3つの関係が示されている。また、右上に「大前提」、左上に「小前提」、下に「結論」が補足的に示されている。
黒い領域は要素が無いことを表す、赤い領域は特称を表す。「弱勢式」の項目は背景を灰色で示している。
（このように、「オイラー図」と異なり、「ベン図」は直感的にやや分かりづらい面があるので注意。）
|   | AAA     | EAE      | AEE       | AII    | IAI     | AOO    | OAO     | EIO      | AAI     | EAO      | AEO       |
| 1 | Barbara | Celarent |           | Darii  |         |        |         | Ferio    | Barbari | Celaront |           |
| 2 |         | Cesare   | Camestres |        |         | Baroco |         | Festino  |         | Cesaro   | Camestros |
| 3 |         |          |           | Datisi | Disamis |        | Bocardo | Ferison  | Darapti | Felapton |           |
| 4 |         |          | Calemes   |        | Dimatis |        |         | Fresison | Bamalip | Fesapo   | Calemos   |

### オイラー図による表現
上記の19式（24式）を、より直感的に分かりやすい「オイラー図」で表すと、以下のようになる。
「M」（中項）は青、「S」（主語）は赤、「P」（述語）は緑で表現されている。「弱勢式」の項目は背景を灰色で示している。
|   | AAA     | EAE      | AEE       | AII    | IAI     | AOO    | OAO     | EIO      | AAI     | EAO      | AEO       |
| 1 | Barbara | Celarent |           | Darii  |         |        |         | Ferio    | Barbari | Celaront |           |
| 2 |         | Cesare   | Camestres |        |         | Baroco |         | Festino  |         | Cesaro   | Camestros |
| 3 |         |          |           | Datisi | Disamis |        | Bocardo | Ferison  | Darapti | Felapton |           |
| 4 |         |          | Calemes   |        | Dimatis |        |         | Fresison | Bamalip | Fesapo   | Calemos   |

## 詳細

### 包含タイプ

#### AAA-1（Barbara）

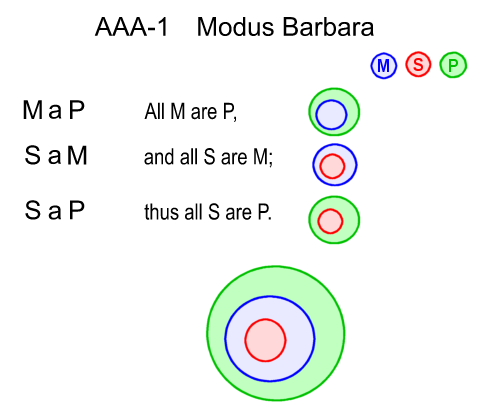
AAA-1

第一格のAAA、すなわち「MaP SaM SaP」の三段論法。
「入れ子」式に、主語（S）が述語（P）に包含されるパターン。
以下のようになる。
大前提：「全てのM」は、Pである。 (MaP)
小前提：「全てのS」は、Mである。(SaM)
結論：ゆえに（∴）、「全てのS」は、Pである。(SaP)

具体例。（M=人間、S=ギリシア人、P=死ぬ存在）
大前提：「全ての人間」は、「死ぬ存在」である。 (MaP)
小前提：「全てのギリシア人」は、「人間」である。(SaM)
結論：ゆえに（∴）、「全てのギリシア人」は、「死ぬ存在」である。(SaP)

##### AAI-1（Barbari）: 弱勢式

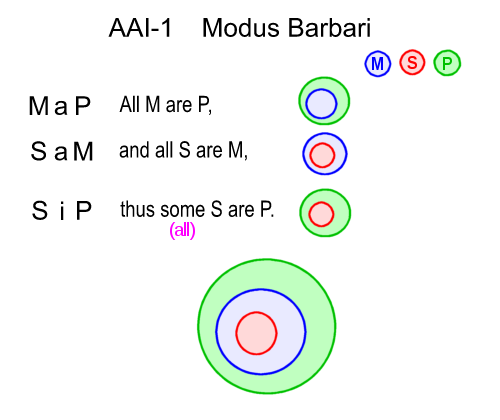
AAI-1

第一格のAAI、すなわち「MaP SaM SiP」の三段論法。
上記の「AAA-1」と同じ形だが、結論の主語（S）だけを不必要に特称にしてしまっている「弱勢式」。
以下のようになる。
大前提：「全てのM」は、Pである。(MaP)
小前提：「全てのS」は、Mである。(SaM)
結論：ゆえに（∴）、「あるS」は、Pである。(SiP)

具体例。（M=人間、S=ギリシア人、P=死ぬ存在）
大前提：「全ての人間」は、「死ぬ存在」である。(MaP)
小前提：「全てのギリシア人」は、「人間」である。(SaM)
結論：ゆえに（∴）、「あるギリシア人」は、「死ぬ存在」である。(SiP)

#### AAI-4（Bamalip）

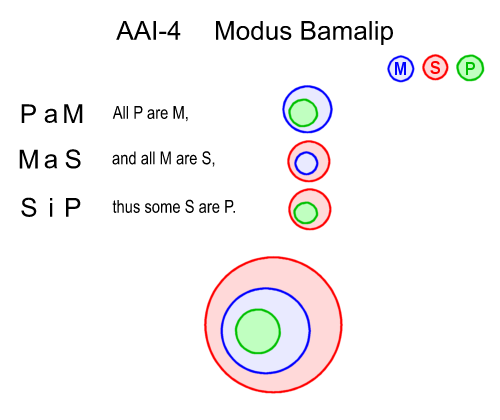
AAI-4

第四格のAAI、すなわち「PaM MaS SiP」の三段論法。
「AAA-1」とは逆に、主語（S）が述語（P）を包含してしまうパターン。したがって、主語（S）の観点から見れば、常にその一部だけが、述語（P）（の全体）に該当することになる。
以下のようになる。
大前提：「全てのP」は、Mである。(PaM)
小前提：「全てのM」は、Sである。(MaS)
結論：ゆえに（∴）、「あるS」は、Pである。(SiP)

具体例。（M=人間、S=死ぬ存在、P=ギリシア人）
大前提：「全てのギリシア人」は、「人間」である。(PaM)
小前提：「全ての人間」は、「死ぬ存在」である。(MaS)
結論：ゆえに（∴）、「ある死ぬ存在」は、「ギリシア人」である。(SiP)

### 一部重複（絶対）タイプ

#### AII-1（Darii）

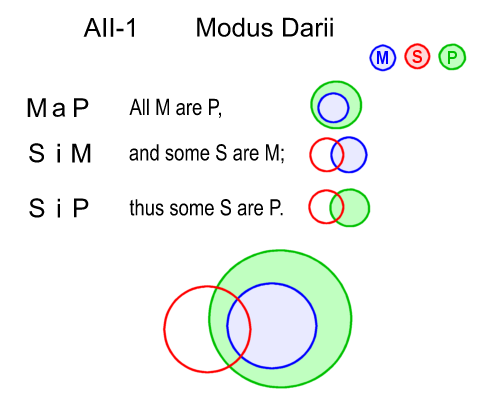
AII-1

第一格のAII、すなわち「MaP SiM SiP」の三段論法は、以下のようになる。
大前提：「全てのM」は、Pである。(MaP)
小前提：「あるS」は、Mである。(SiM)
結論：ゆえに（∴）、「あるS」は、Pである。(SiP)

具体例。（M=ウサギ、S=ペット、P=有毛生物）
大前提：「全てのウサギ」は、「有毛生物」である。(MaP)
小前提：「あるペット」は、「ウサギ」である。(SiM)
結論：ゆえに（∴）、「あるペット」は、「有毛生物」である。(SiP)

##### AII-3（Datisi）

AII-3

第三格のAII、すなわち「MaP MiS SiP」の三段論法は、以下のようになる。
大前提：「全てのM」は、Pである。(MaP)
小前提：「あるM」は、Sである。(MiS)
結論：ゆえに（∴）、「あるS」は、Pである。(SiP)

具体例。（M=ウサギ、S=ペット、P=有毛生物）
大前提：「全てのウサギ」は、「有毛生物」である。(MaP)
小前提：「あるウサギ」は、「ペット」である。(MiS)
結論：ゆえに（∴）、「あるペット」は、「有毛生物」である。(SiP)

#### IAI-3（Disamis）

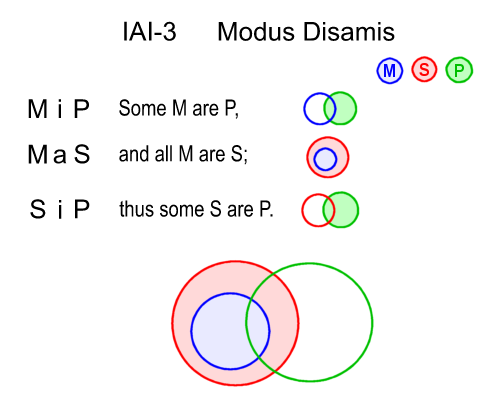
IAI-3

第三格のIAI、すなわち「MiP MaS SiP」の三段論法は、以下のようになる。
大前提：「あるM」は、Pである。(MiP)
小前提：「全てのM」は、Sである。(MaS)
結論：ゆえに（∴）、「あるS」は、Pである。(SiP)

具体例。（M=ウサギ、S=有毛生物、P=ペット）
大前提：「あるウサギ」は、「ペット」である。(MiP)
小前提：「全てのウサギ」は、「有毛生物」である。(MaS)
結論：ゆえに（∴）、「ある有毛生物」は、「ペット」である。(SiP)

##### OAO-3（Bocardo）: 否定形

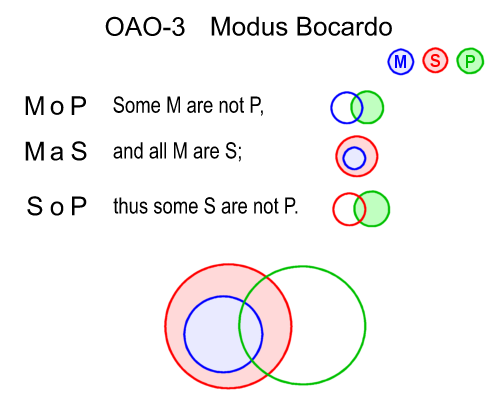
OAO-3

第三格のOAO、すなわち「MoP MaS SoP」の三段論法は、以下のようになる。
大前提：「あるM」は、Pではない。(MoP)
小前提：「全てのM」は、Sである。(MaS)
結論：ゆえに（∴）、「あるS」は、Pではない。(SoP)

具体例。（M=ネコ、S=哺乳類、P=有尾生物）
大前提：「あるネコ」は、「有尾生物」ではない。(MoP)
小前提：「全てのネコ」は、「哺乳類」である。(MaS)
結論：ゆえに（∴）、「ある哺乳類」は、「有尾生物」ではない。(SoP)

#### IAI-4（Dimatis）

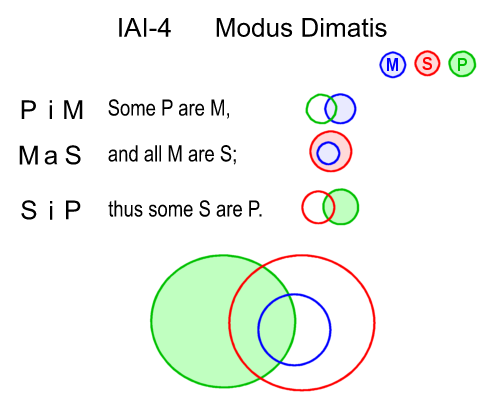
IAI-4

第四格のIAI、すなわち「PiM MaS SiP」の三段論法は、以下のようになる。
大前提：「あるP」は、Mである。(PiM)
小前提：「全てのM」は、Sである。(MaS)
結論：ゆえに（∴）、「あるS」は、Pである。(SiP)

具体例。（M=ウサギ、S=有毛生物、P=ペット）
大前提：「あるペット」は、「ウサギ」である。(PiM)
小前提：「全てのウサギ」は、「有毛生物」である。(MaS)
結論：ゆえに（∴）、「ある有毛生物」は、「ペット」である。(SiP)

#### AAI-3（Darapti）

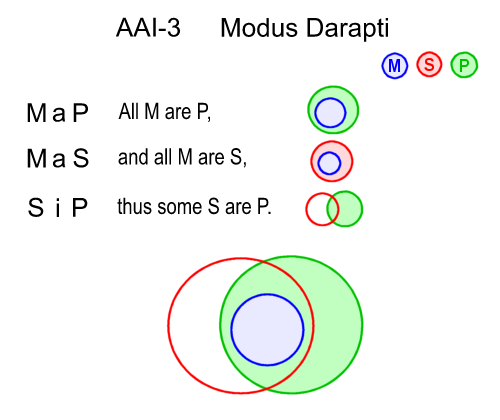
AAI-3

第三格のAAI、すなわち「MaP MaS SiP」の三段論法は、以下のようになる。
大前提：「全てM」は、Pである。(MaP)
小前提：「全てのM」は、Sである。(MaS)
結論：ゆえに（∴）、「あるS」は、Pである。(SiP)

具体例。（M=正方形、S=菱形、P=長方形）
大前提：「全ての正方形」は、「長方形」である。(MaP)
小前提：「全ての正方形」は、「菱形」である。(MaS)
結論：ゆえに（∴）、「ある菱形」は、「長方形」である。(SiP)

### 一部重複（可能性・不明）タイプ: 全て否定形

#### EIO-1（Ferio）

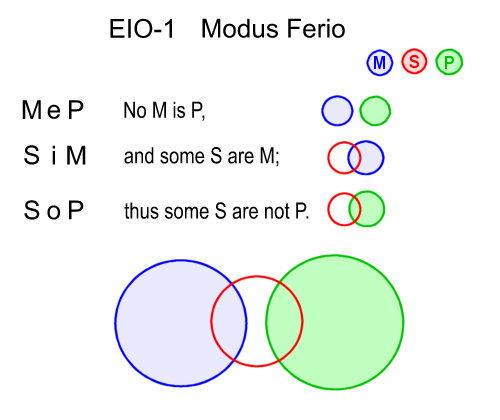
EIO-1

第一格のEIO、すなわち「MeP SiM SoP」の三段論法は、以下のようになる。
大前提：「全てのM」は、Pではない。(MeP)
小前提：「あるS」は、Mである。(SiM)
結論：ゆえに（∴）、「あるS」は、Pではない。(SoP)

具体例。（M=宿題、S=読書、P=楽しみ）
大前提：「全ての宿題」は、「楽しみ」ではない。(MeP)
小前提：「ある読書」は、「宿題」である。(SiM)
結論：ゆえに（∴）、「ある読書」は、「楽しみ」ではない。(SoP)

##### EIO-2（Festino）

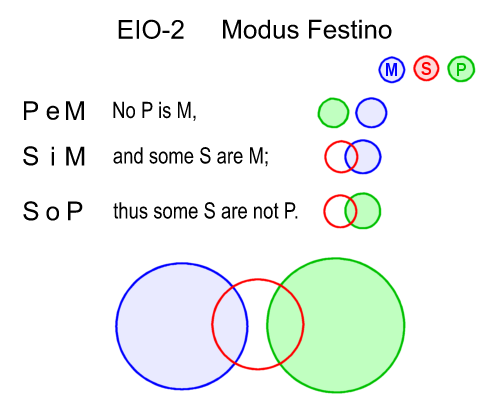
EIO-2

第二格のEIO、すなわち「PeM SiM SoP」の三段論法は、以下のようになる。
大前提：「全てのP」は、Mではない。(PeM)
小前提：「あるS」は、Mである。(SiM)
結論：ゆえに（∴）、「あるS」は、Pではない。(SoP)

具体例。（M=宿題、S=読書、P=楽しみ）
大前提：「全ての楽しみ」は、「宿題」ではない。(PeM)
小前提：「ある読書」は、「宿題」である。(SiM)
結論：ゆえに（∴）、「ある読書」は、「楽しみ」ではない。(SoP)

##### EIO-3（Ferison）

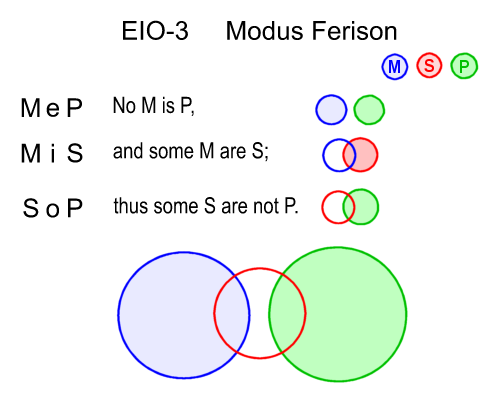
EIO-3

第三格のEIO、すなわち「MeP MiS SoP」の三段論法は、以下のようになる。
大前提：「全てのM」は、Pではない。(MeP)
小前提：「あるM」は、Sである。(MiS)
結論：ゆえに（∴）、「あるS」は、Pではない。(SoP)

具体例。（M=宿題、S=読書、P=楽しみ）
大前提：「全ての宿題」は、「楽しみ」ではない。(MeP)
小前提：「ある宿題」は、「読書」である。(MiS)
結論：ゆえに（∴）、「ある読書」は、「楽しみ」ではない。(SoP)

##### EIO-4（Fresison）

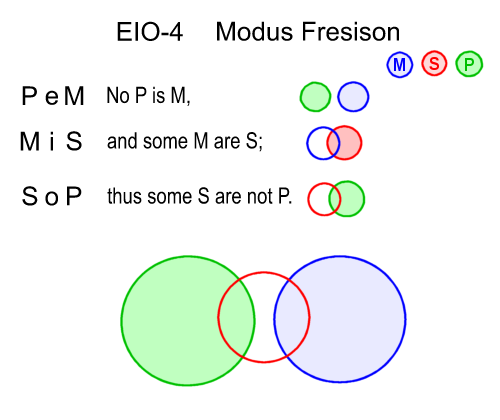
EIO-4

第四格のEIO、すなわち「PeM MiS SoP」の三段論法は、以下のようになる。
大前提：「全てのP」は、Mではない。(PeM)
小前提：「あるM」は、Sである。(MiS)
結論：ゆえに（∴）、「あるS」は、Pではない。(SoP)

具体例。（M=宿題、S=読書、P=楽しみ）
大前提：「全ての楽しみ」は、「宿題」ではない。(PeM)
小前提：「ある宿題」は、「読書」である。(MiS)
結論：ゆえに（∴）、「ある読書」は、「楽しみ」ではない。(SoP)

#### EAO-3（Felapton）

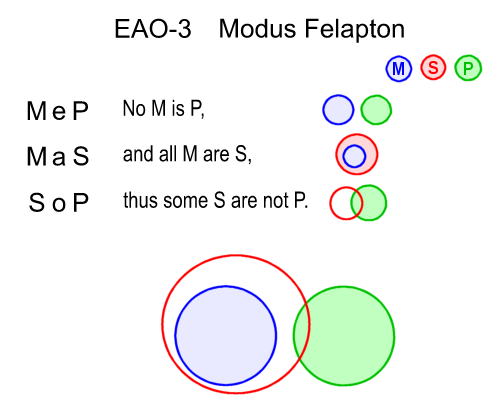
EAO-3

第三格のEAO、すなわち「MeP MaS SoP」の三段論法は、以下のようになる。
大前提：「全てのM」は、Pではない。(MeP)
小前提：「全てのM」は、Sである。(MaS)
結論：ゆえに（∴）、「あるS」は、Pではない。(SoP)

具体例。（M=花、S=植物、P=動物）
大前提：「全ての花」は、「動物」ではない。(MeP)
小前提：「全ての花」は、「植物」である。(MaS)
結論：ゆえに（∴）、「ある植物」は、「動物」ではない。(SoP)

##### EAO-4（Fesapo）

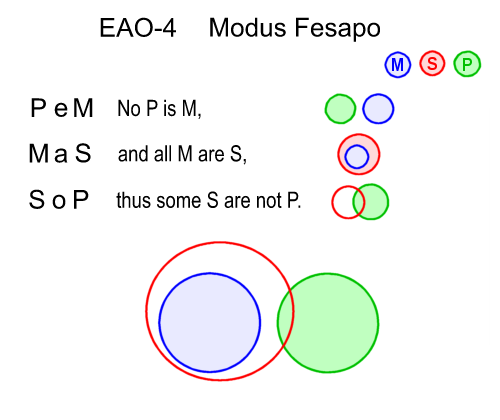
EAO-4

第四格のEAO、すなわち「PeM MaS SoP」の三段論法は、以下のようになる。
大前提：「全てのP」は、Mではない。(PeM)
小前提：「全てのM」は、Sである。(MaS)
結論：ゆえに（∴）、「あるS」は、Pではない。(SoP)

具体例。（M=花、S=植物、P=動物）
大前提：「全ての動物」は、「花」ではない。(PeM)
小前提：「全ての花」は、「植物」である。(MaS)
結論：ゆえに（∴）、「ある植物」は、「動物」ではない。(SoP)

#### AOO-2（Baroco）

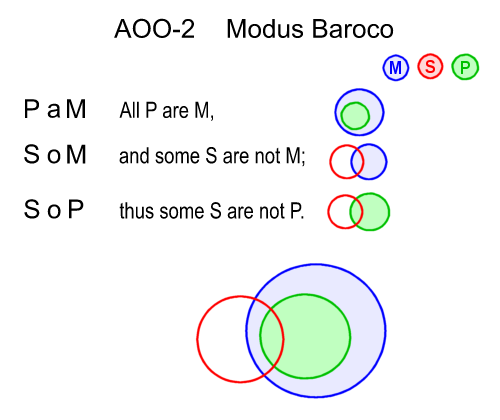
AOO-2

第二格のAOO、すなわち「PaM SoM SoP」の三段論法は、以下のようになる。
大前提：「全てのP」は、Mである。(PaM)
小前提：「あるS」は、Mではない。(SoM)
結論：ゆえに（∴）、「あるS」は、Pではない。(SoP)

具体例。（M=有用、S=ウェブサイト、P=参考情報）
大前提：「全ての参考情報」は、「有用」である。(PaM)
小前提：「あるウェブサイト」は、「有用」ではない。(SoM)
結論：ゆえに（∴）、「あるウェブサイト」は、「参考情報」ではない。(SoP)

### 分裂（排反）タイプ: 全て否定形

#### EAE-1（Celarent）

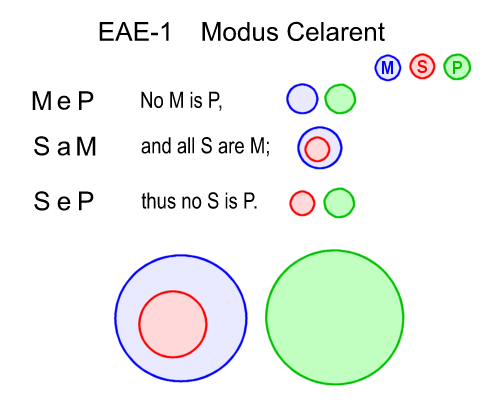
EAE-1

第一格のEAE、すなわち「MeP SaM SeP」の三段論法は、以下のようになる。
大前提：「全てのM」は、Pではない。(MeP)
小前提：「全てのS」は、Mである。(SaM)
結論：ゆえに（∴）、「全てのS」は、Pではない。(SeP)

具体例。（M=爬虫類、S=ヘビ、P=有毛生物）
大前提：「全ての爬虫類」は、「有毛生物」ではない。(MeP)
小前提：「全てのヘビ」は、「爬虫類」である。(SaM)
結論：ゆえに（∴）、「全てのヘビ」は、「有毛生物」ではない。(SeP)

##### EAO-1（Celaront）: 弱勢式

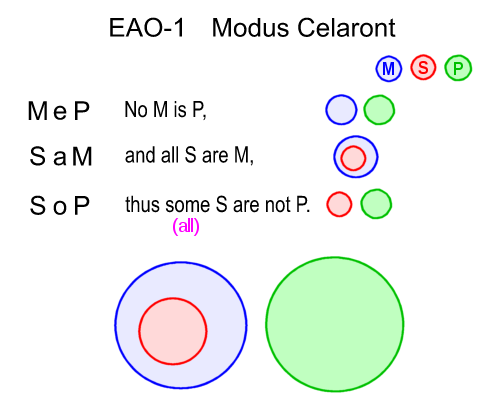
EAO-1

第一格のEAO、すなわち「MeP SaM SoP」の三段論法。
上記の「EAE-1」と同じ形だが、結論の主語（S）だけを不必要に特称にしてしまっている「弱勢式」。
以下のようになる。
大前提：「全てのM」は、Pではない。(MeP)
小前提：「全てのS」は、Mである。(SaM)
結論：ゆえに（∴）、「あるS」は、Pではない。(SoP)

具体例。（M=爬虫類、S=ヘビ、P=有毛生物）
大前提：「全ての爬虫類」は、「有毛生物」ではない。(MeP)
小前提：「全てのヘビ」は、「爬虫類」である。(SaM)
結論：ゆえに（∴）、「あるヘビ」は、「有毛生物」ではない。(SoP)

#### EAE-2（Cesare）

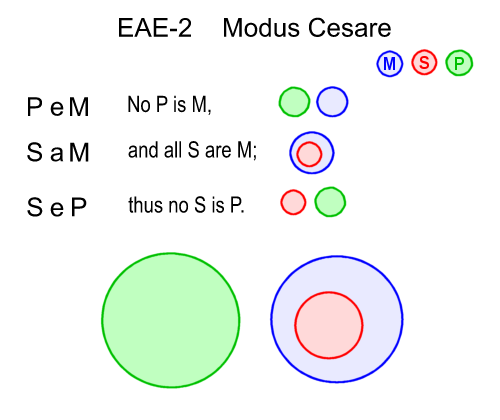
EAE-1

第二格のEAE、すなわち「PeM SaM SeP」の三段論法は、以下のようになる。
大前提：「全てのP」は、Mではない。(PeM)
小前提：「全てのS」は、Mである。(SaM)
結論：ゆえに（∴）、「全てのS」は、Pではない。(SeP)

具体例。（M=爬虫類、S=ヘビ、P=有毛生物）
大前提：「全ての有毛生物」は、「爬虫類」ではない。(PeM)
小前提：「全てのヘビ」は、「爬虫類」である。(SaM)
結論：ゆえに（∴）、「全てのヘビ」は、「有毛生物」ではない。(SeP)

##### EAO-2（Cesaro）: 弱勢式

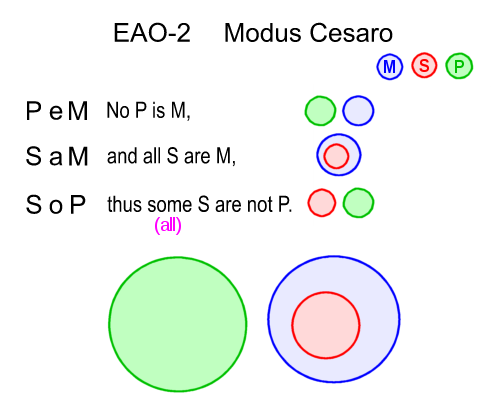
EAO-2

第二格のEAO、すなわち「PeM SaM SoP」の三段論法。
上記の「EAE-2」と同じ形だが、結論の主語（S）だけを不必要に特称にしてしまっている「弱勢式」。
以下のようになる。
大前提：「全てのP」は、Mではない。(PeM)
小前提：「全てのS」は、Mである。(SaM)
結論：ゆえに（∴）、「あるS」は、Pではない。(SoP)

具体例。（M=爬虫類、S=ヘビ、P=有毛生物）
大前提：「全ての有毛生物」は、「爬虫類」ではない。(PeM)
小前提：「全てのヘビ」は、「爬虫類」である。(SaM)
結論：ゆえに（∴）、「あるヘビ」は、「有毛生物」ではない。(SoP)

#### AEE-2（Camestres）

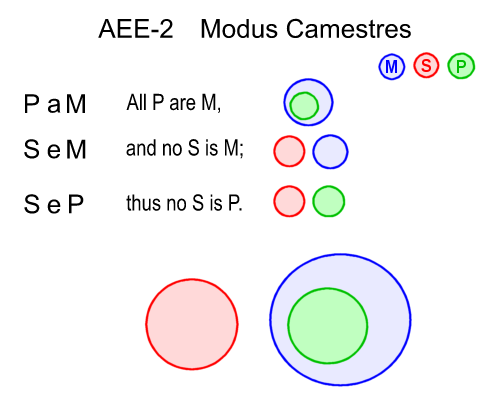
AEE-2

第二格のAEE、すなわち「PaM SeM SeP」の三段論法は、以下のようになる。
大前提：「全てのP」は、Mである。(PaM)
小前提：「全てのS」は、Mではない。(SeM)
結論：ゆえに（∴）、「全てのS」は、Pではない。(SeP)

具体例。（M=爬虫類、S=有毛生物、P=ヘビ）
大前提：「全てのヘビ」は、「爬虫類」である。(PaM)
小前提：「全ての有毛生物」は、「爬虫類」ではない。(SeM)
結論：ゆえに（∴）、「全てのヘビ」は、「有毛生物」ではない。(SeP)

##### AEO-2（Camestros）: 弱勢式

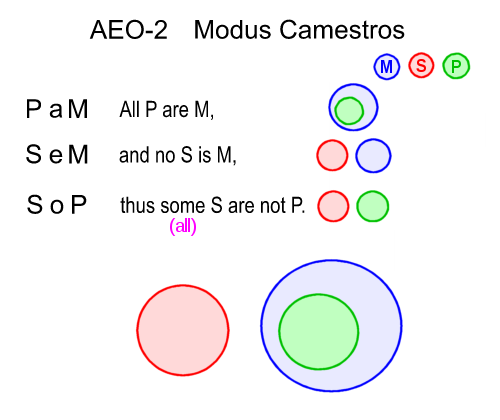
AEO-2

第二格のAEO、すなわち「PaM SeM SoP」の三段論法。
上記の「AEE-2」と同じ形だが、結論の主語（S）だけを不必要に特称にしてしまっている「弱勢式」。
以下のようになる。
大前提：「全てのP」は、Mである。(PaM)
小前提：「全てのS」は、Mではない。(SeM)
結論：ゆえに（∴）、「あるS」は、Pではない。(SoP)

具体例。（M=有蹄生物、S=人間、P=ウマ）
大前提：「全てのウマ」は、「有蹄生物」である。(PaM)
小前提：「全ての人間」は、「有蹄生物」ではない。(SeM)
結論：ゆえに（∴）、「ある人間」は、「ウマ」ではない。(SoP)

#### AEE-4（Calemes）

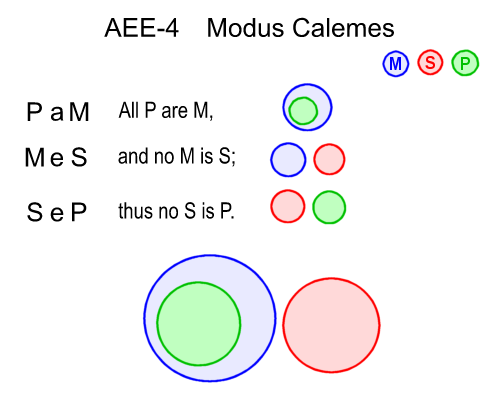
AEE-4

第四格のAEE、すなわち「PaM MeS SeP」の三段論法は、以下のようになる。
大前提：「全てのP」は、Mである。(PaM)
小前提：「全てのM」は、Sではない。(MeS)
結論：ゆえに（∴）、「全てのS」は、Pではない。(SeP)

具体例。（M=爬虫類、S=有毛生物、P=ヘビ）
大前提：「全てのヘビ」は、「爬虫類」である。(PaM)
小前提：「全ての爬虫類」は、「有毛生物」ではない。(MeS)
結論：ゆえに（∴）、「全ての有毛生物」は、「ヘビ」ではない。(SeP)

##### AEO-4（Calemos）: 弱勢式

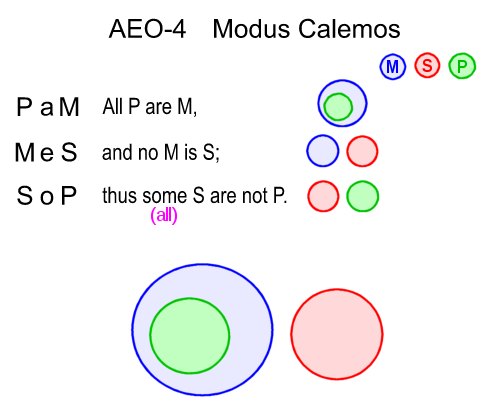
AEO-4

第四格のAEO、すなわち「PaM MeS SoP」の三段論法。
上記の「AEE-4」と同じ形だが、結論の主語（S）だけを不必要に特称にしてしまっている「弱勢式」。
以下のようになる。
大前提：「全てのP」は、Mである。(PaM)
小前提：「全てのM」は、Sではない。(MeS)
結論：ゆえに（∴）、「あるS」は、Pではない。(SoP)

具体例。（M=有蹄生物、S=人間、P=ウマ）
大前提：「全てのウマ」は、「有蹄生物」である。(PaM)
小前提：「全ての有蹄生物」は、「人間」ではない。(MeS)
結論：ゆえに（∴）、「ある人間」は、「ウマ」ではない。(SoP)

## 補足
なお上に示した「定言三段論法」のほか、その発展として
- 「仮言三段論法」
- 「選言三段論法」
- 「仮言選言三段論法」（両刀論法）

がある。
J･S･ミルは『論理学体系』(1843年)において、因果関係の論証において従来の三段論法には以下のような欠陥があると指摘する。これは大前提(1)に論点先取の問題があり学術的推論において慎重を期すべき点を指摘するものである。すなわち
- (1)すべての人間には寿命がある。(2)Cは人間だ。(3)よってCには寿命がある

大前提(1)は、寿命のない人間の例が、これまでに一つも知られていないことから導かれたものであり、寿命のない人間が見つかれば(1)は成立しない。このため「Cに寿命がない」ならば(1)は成立せず、(1)が成立するには「Cに寿命がある」ことが前提になり、結局「Cに寿命がある」ことを前提として「Cに寿命がある」ことを導き出している。